# Gants parfumés

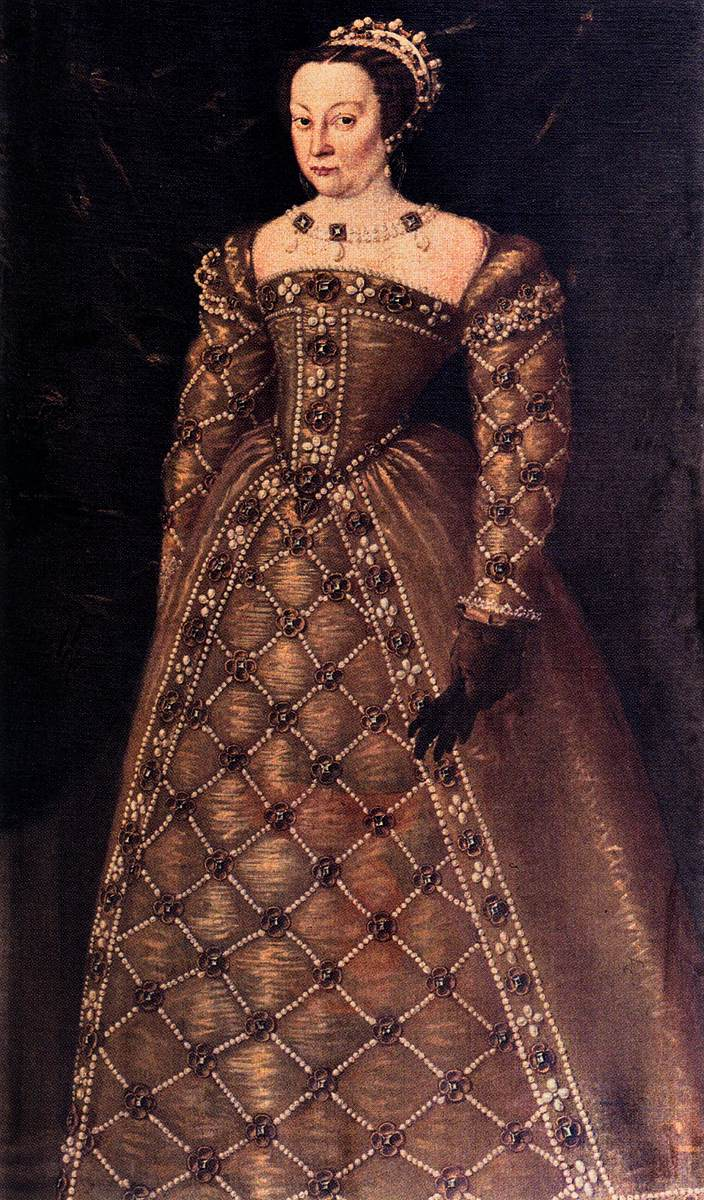
Catherine de Médicis mit à la mode les gants parfumés en France.

Les gants parfumés sont des gants dont émane un parfum.

## Histoire
Le fait de parfumer les gants faisait partie d'un courant de mode aux XVIIe et XVIIIe siècles introduit en France par Catherine de Médicis. Né de la nécessité de masquer l'odeur du cuir (pour le tanner, on pouvait utiliser de l'urine et des excréments), cet usage donna naissance à une corporation, les maîtres gantiers-parfumeurs.

### Les maîtres gantiers-parfumeurs
En France, la communauté des maîtres gantiers-parfumeurs est régie par la règle des corporations, ses premiers statuts remonteraient à 1190, et c'est en 1651 que Louis XIV délivra le brevet de maître gantier-parfumeur qui autorisait les fabricants à se targuer d’un titre d’honneur. Les statuts furent rajeunis en mai 1656 et proscrits en 1791 à la Révolution française par la Loi Le Chapelier, voyant ainsi fleurir des maisons de parfumeurs comme Jean-François Houbigant, L.T. Piver, Lubin, Jean Marie Joseph Farina, Bully, Guerlain qui avaient coupé les liens avec la tannerie.

### Frangipane
C'est un membre de la famille Frangipani qui aurait inventé ce parfum pour les gants, et le mot frangipane en serait issu : en 1672, Gilles Ménage mentionne les "gans de Franchipane" et en 1696, dans la deuxième édition du Dictionnaire de l'Académie française,  à l'entrée frangipane, Thomas Corneille évoque les "gands de Frangipane"

### Poisons
On les accusa d'avoir caché par leurs fragrances les poisons qui emportèrent Jeanne d'Albret (dans son Histoire universelle, Agrippa d'Aubigné accuse René Bianchi le parfumeur florentin de Catherine de Médicis, d'avoir procuré des gants empoisonnés à la reine de Navarre) et Gabrielle d'Estrée.

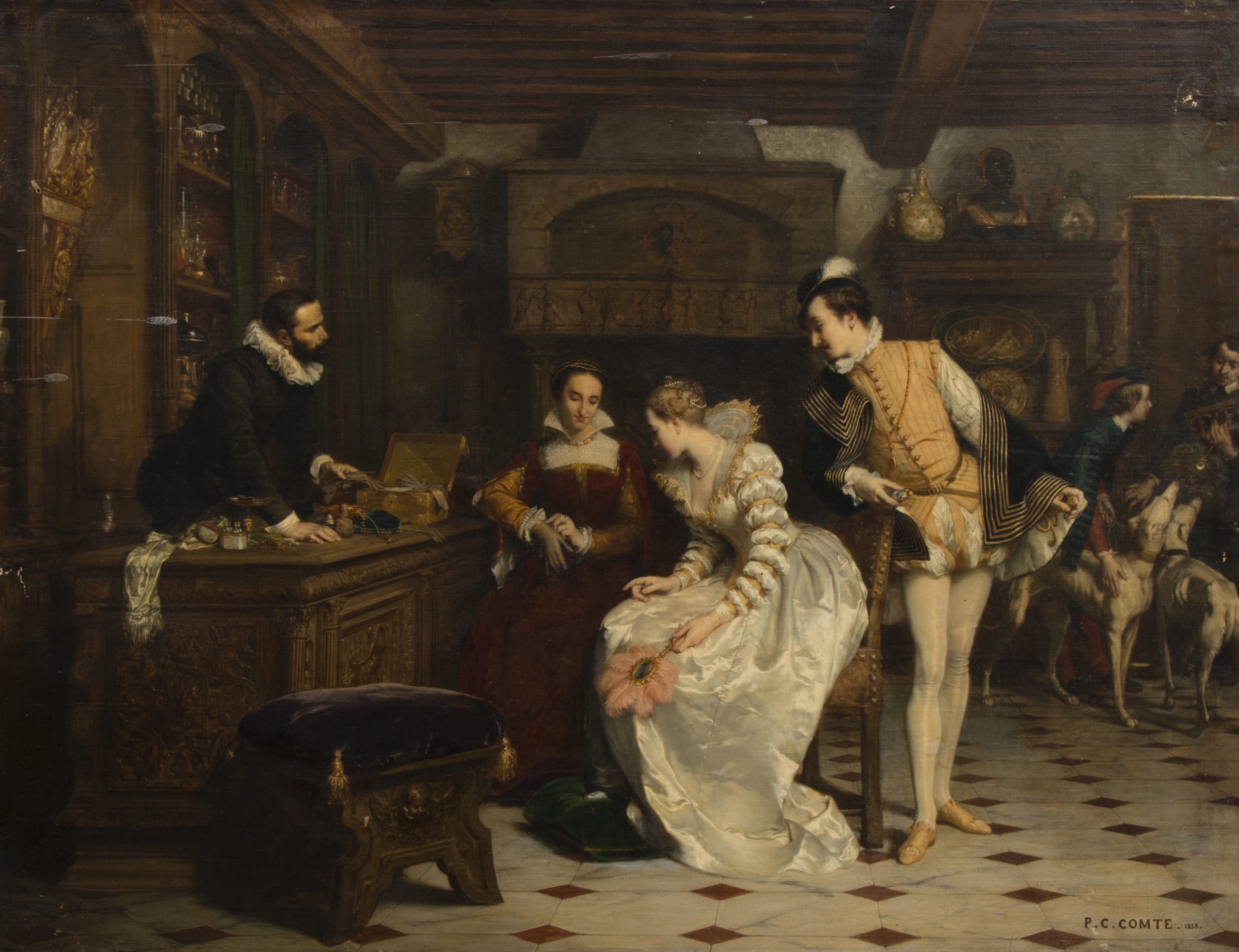
Jeanne d'Albret, accompagnée de son fils Henri de Navarre et de Marguerite de Valois, vient acheter chez René, parfumeur de Catherine de Médicis, les gants qui l'ont empoisonnée. peinture d'histoire de Pierre-Charles Comte, Salon de 1852
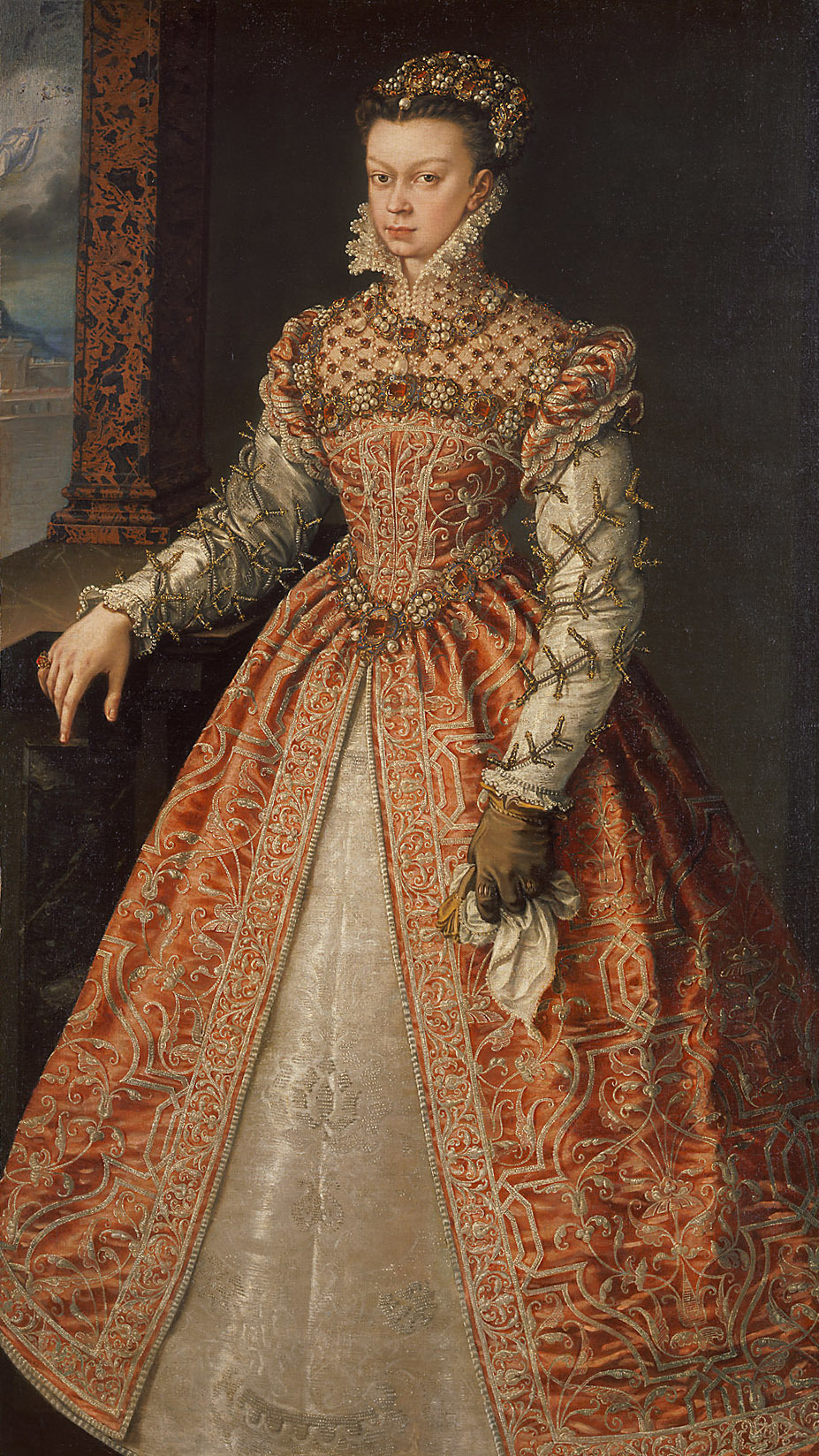
Isabelle de Valois

## Méthode
Pour ôter à la peau sa mauvaise odeur, il faut la rincer plusieurs fois puis l'immerger dans un bain de senteurs "c'est-à-dire une eau parfumée aux essences à la mode". Les gants sont ensuite taillés, cousus et peints, puis mis en fleurs : ils sont superposés dans des boîtes fermées avec des couches de fleurs qui sont régulièrement renouvelées. Entre chaque mise en fleurs, les gants sont attachés à un fil sécher. Ce processus dure au minimum une semaine. Enfin, l’intérieur des gants est également poudré pour faire disparaitre toute mauvaise odeur et faciliter l’enfilage.